# Dado Pršo
Miladin "Dado" Pršo (n. 5 noiembrie 1974 în Zadar) este un fost fotbalist internațional croat, care a jucat pe poziția de atacant.
Dado Pršo a jucat la 7 echipe diferite în peste 300 de meciuri de campionat. Evoluând la AS Monaco FC, el a ajuns în Finala Ligii Campionilor 2004, iar cu Rangers a câștigat dubla în 2005.
Pršo a are 32 de selecții la naționala Croației, și a făcut parte din lotul echipei la Euro 2004 și Campionatul Mondial de Fotbal 2006. El s-a retras din fotbal în iunie 2009, de la echipa din Scottish Premier League, Rangers FC.

## Goluri internaționale
| #   | Data              | Stadion                               | Oponent  | Golul | Rezultat | Competiția                                             |
| --- | ----------------- | ------------------------------------- | -------- | ----- | -------- | ------------------------------------------------------ |
| 01. | 29 martie 2003    | Stadionul Maksimir, Zagreb, Croația   | Belgia   | 2 – 0 | 4 – 0    | Preliminariile Euro 2004                               |
| 02. | 15 noiembrie 2003 | Stadionul Maksimir, Zagreb, Croația   | Slovenia | 1 – 0 | 1 – 1    | Preliminariile Euro 2004                               |
| 03. | 19 noiembrie 2003 | Stadion Bežigrad, Ljubljana, Slovenia | Slovenia | 0 – 1 | 0 – 1    | Preliminariile Euro 2004                               |
| 04. | 17 iunie 2004     | Magalhães Pessoa, Leiria, Portugal    | Franța   | 2 – 1 | 2 – 2    | UEFA Euro 2004                                         |
| 05. | 4 septembrie 2004 | Stadionul Maksimir, Zagreb, Croația   | Ungaria  | 1 – 0 | 3 – 0    | Calificările pentru Campionatul Mondial de Fotbal 2006 |
| 06. | 26 martie 2005    | Stadionul Maksimir, Zagreb, Croația   | Islanda  | 4 – 0 | 4 – 0    | Calificările pentru Campionatul Mondial de Fotbal 2006 |
| 07. | 30 martie 2005    | Stadionul Maksimir, Zagreb, Croația   | Malta    | 1 – 0 | 3 – 0    | Calificările pentru Campionatul Mondial de Fotbal 2006 |
| 08. | 30 martie 2005    | Stadionul Maksimir, Zagreb, Croația   | Malta    | 2 – 0 | 3 – 0    | Calificările pentru Campionatul Mondial de Fotbal 2006 |
| 09. | 28 mai 2006       | Gradski vrt, Osijek, Croația          | Iran     | 1 – 1 | 2 – 2    | Meci amical                                            |

## Palmares

### Club
AC Ajaccio
- Championnat National:  1997-98

AS Monaco
- Ligue 1: 1999-2000
- Trophée des champions: 2000
- Coupe de la Ligue: 2003
- UEFA Champions League runner-up: 2003–04

Rangers
- Scottish Premier League: 2004–05
- Scottish League Cup: 2004–05

### Individual
- SPL Player of the Month (2): februarie 2005, mai 2005
- Croațian Footballer of the Year (3): 2003, 2004, 2005
- Franjo Bučar State Award for Sport: 2005
- SN Trofej Fair-play: 2005
- John Greig Award: 2007